# حصار مانغلور
تم حصار مانغلور خلال الحرب الأنجلو ميسور الثانية من قبل السلطان تيبو وقوات مملكة ميسور ضد حامية شركة الهند الشرقية البريطانية بقيادة العقيد كامبل. تعرضت مدينة مانجلور الساحلية الواقعة على الساحل الغربي للهند للحصار من 20 مايو 1783 حتى استسلمت الحامية في 30 يناير 1784 بعد أن عانوا من المجاعة بسبب الحصار؛ من الحامية الأصلية المكونة من 700 جندي بريطاني و 2000 جندي هندي، كان هناك 850 ناجًا فقط. كان الحصار أحد آخر الأعمال الرئيسية للحرب. كانت مانجلور هي المكان الذي تم فيه توقيع معاهدة إنهاء الحرب في مارس 1784.